# Grenay (Pas-de-Calais)
Pour les articles homonymes, voir Grenay.
Grenay est une commune française située dans le département du Pas-de-Calais en région Hauts-de-France. Ses habitants sont appelés les Grenaysiens. Elle est membre de la communauté d'agglomération de Lens-Liévin.
Grenay est une commune du bassin minier du Nord-Pas-de-Calais. La Compagnie des mines de Béthune y a ouvert sa fosse no 11 - 11 bis, et de vastes cités ouvrières ont été construites. Depuis 2012, la valeur universelle et historique du bassin minier du Nord-Pas-de-Calais est reconnue et inscrite sur la liste du patrimoine mondial de l’UNESCO, parmi les 353 sites du bassin minier inscrits au patrimoine mondial de l’UNESCO, deux sites se trouvent dans la commune.

## Géographie

### Localisation
Localisée dans l'est du département du Pas-de-Calais, Grenay est une commune située, à vol d'oiseau, à 6 km au nord-ouest de la commune de Lens (chef-lieu d'arrondissement).
Le territoire de la commune est limitrophe de ceux de quatre communes.
Les communes limitrophes sont Mazingarbe, Liévin, Loos-en-Gohelle et Bully-les-Mines.

### Géologie et relief
La superficie de la commune est de 3,22 km2 ; son altitude varie de 48  à   80 mètres.

### Hydrographie
La commune est située dans le bassin Artois-Picardie. Elle n'est drainée par aucun cours d'eau,.

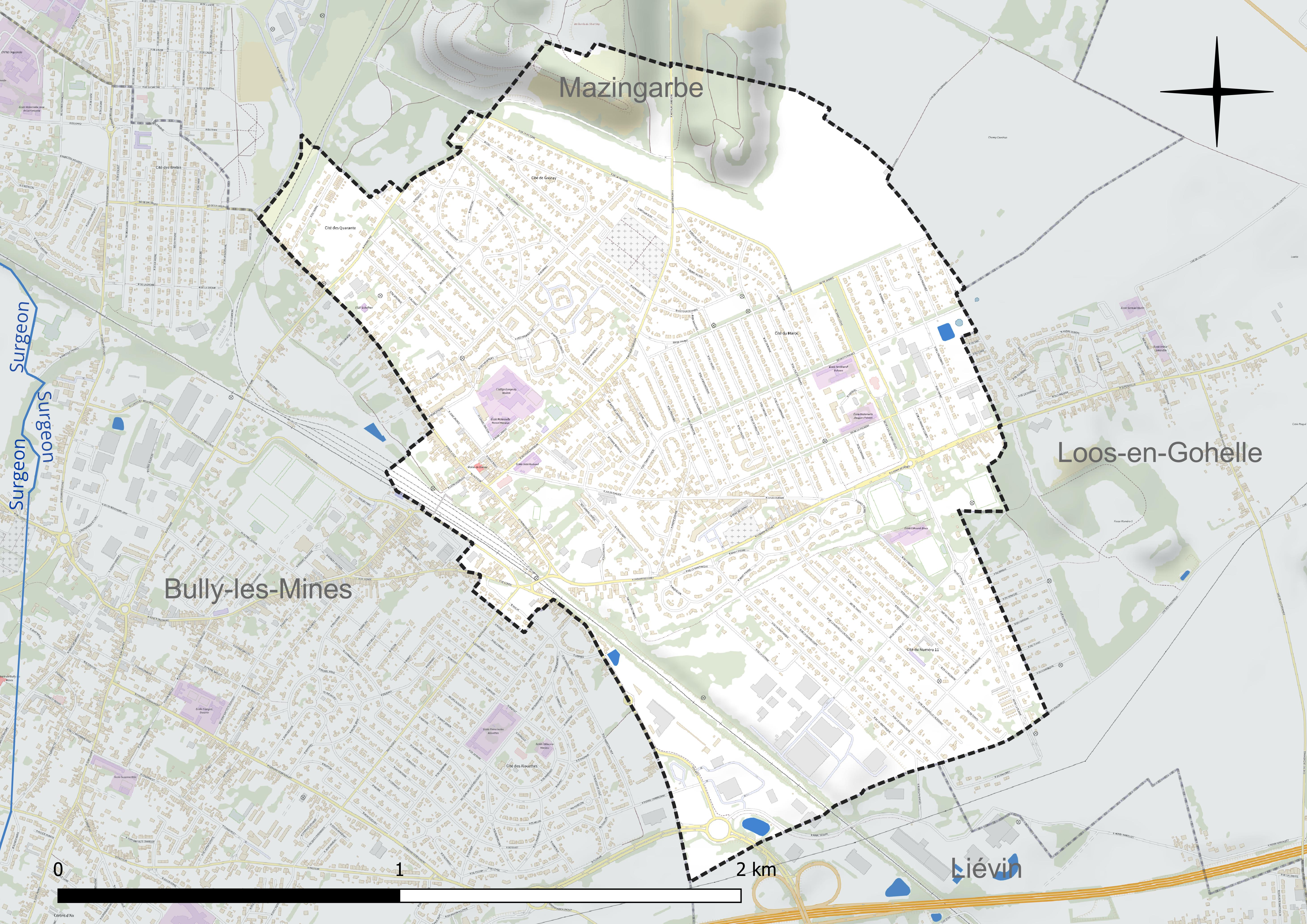
Réseau hydrographique de Grenay.

### Climat
Pour des articles plus généraux, voir Climat des Hauts-de-France et Climat du Pas-de-Calais.
En 2010, le climat de la commune est de type climat océanique dégradé des plaines du Centre et du Nord, selon une étude du CNRS s'appuyant sur une série de données couvrant la période 1971-2000. En 2020, Météo-France publie une typologie des climats de la France métropolitaine dans laquelle la commune est exposée à un climat océanique et est dans la région climatique Nord-est du bassin Parisien, caractérisée par un ensoleillement médiocre, une pluviométrie moyenne régulièrement répartie au cours de l'année et un hiver froid (3 °C).
Pour la période 1971-2000, la température annuelle moyenne est de 10,4 °C, avec une amplitude thermique annuelle de 14,1 °C. Le cumul annuel moyen de précipitations est de 743 mm, avec 12,5 jours de précipitations en janvier et 9,1 jours en juillet. Pour la période 1991-2020, la température moyenne annuelle observée sur la station météorologique la plus proche, située sur la commune de Lillers à 22 km à vol d'oiseau, est de 11,1 °C et le cumul annuel moyen de précipitations est de 731,5 mm,. Pour l'avenir, les paramètres climatiques de la commune estimés pour 2050 selon différents scénarios d'émission de gaz à effet de serre sont consultables sur un site dédié publié par Météo-France en novembre 2022.

### Milieux naturels et biodiversité

#### Zone naturelle d'intérêt écologique, faunistique et floristique
L'inventaire des zones naturelles d'intérêt écologique, faunistique et floristique (ZNIEFF) a pour objectif de réaliser une couverture des zones les plus intéressantes sur le plan écologique, essentiellement dans la perspective d'améliorer la connaissance du patrimoine naturel national et de fournir aux différents décideurs un outil d'aide à la prise en compte de l'environnement dans l'aménagement du territoire.
Le territoire communal comprend une ZNIEFF de type 1 : le terril de Grenay, d'une superficie de 87 ha et d'une altitude variant de 45  à   103 mètres. Cette ZNIEFF est composée de deux terrils : le T58 datant de 1896 et le T58a datant de 1961. De nombreux cheminements permettent au public d'en apprécier toutes les composantes.

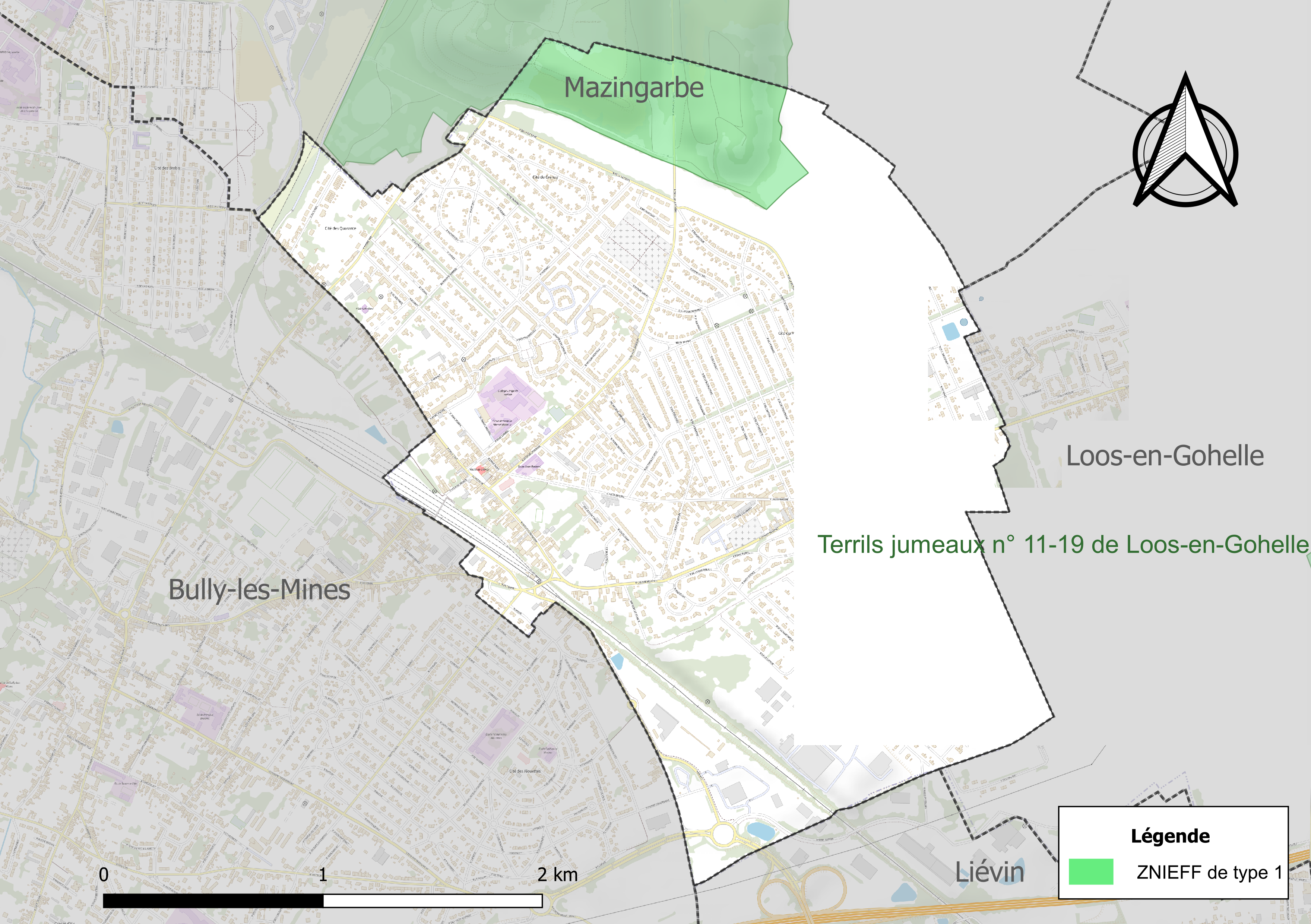
Carte de la ZNIEFF sur la commune.

#### Espèces faunistiques et floristiques
L’Inventaire national du patrimoine naturel (INPN) recense plusieurs espèces faunistiques et floristiques sur le territoire de la commune dont certaines sont protégées et d’autres menacées et quasi-menacées.

## Urbanisme

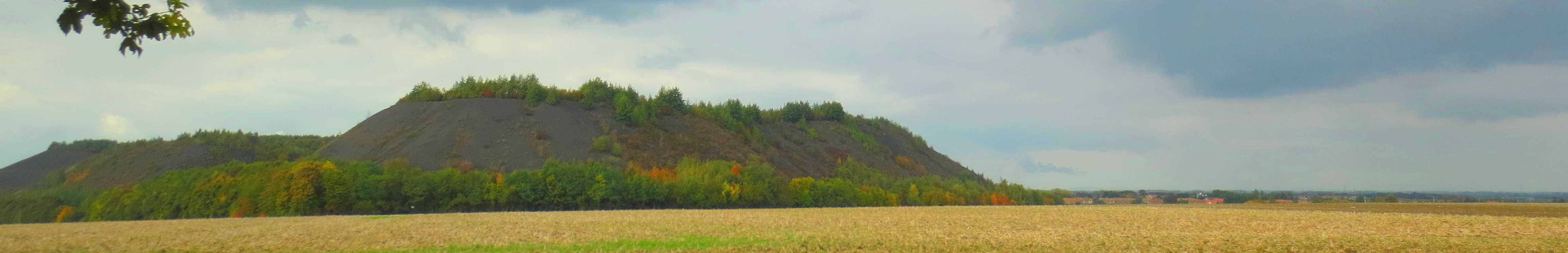
Vue panoramique de Grenay

### Typologie
Au 1er janvier 2024, Grenay est catégorisée centre urbain intermédiaire, selon la nouvelle grille communale de densité à sept niveaux définie par l'Insee en 2022.
Elle appartient à l'unité urbaine de Douai-Lens, une agglomération inter-départementale regroupant 67  communes, dont elle est une commune de la banlieue,,. Par ailleurs la commune fait partie de l'aire d'attraction de Lens - Liévin, dont elle est une commune de la couronne,. Cette aire, qui regroupe 50 communes, est catégorisée dans les aires de 200 000 à moins de 700 000 habitants,.

### Occupation des sols
L'occupation des sols de la commune, telle qu'elle ressort de la base de données européenne d'occupation biophysique des sols Corine Land Cover (CLC), est marquée par l'importance des territoires artificialisés (91,6 % en 2018), en augmentation par rapport à 1990 (83,6 %). La répartition détaillée en 2018 est la suivante : 
zones urbanisées (72,3 %), zones industrielles ou commerciales et réseaux de communication (11,4 %), terres arables (8,1 %), mines, décharges et chantiers (7,8 %), zones agricoles hétérogènes (0,3 %). L'évolution de l'occupation des sols de la commune et de ses infrastructures peut être observée sur les différentes représentations cartographiques du territoire : la carte de Cassini (XVIIIe siècle), la carte d'état-major (1820-1866) et les cartes ou photos aériennes de l'IGN pour la période actuelle (1950 à aujourd'hui).

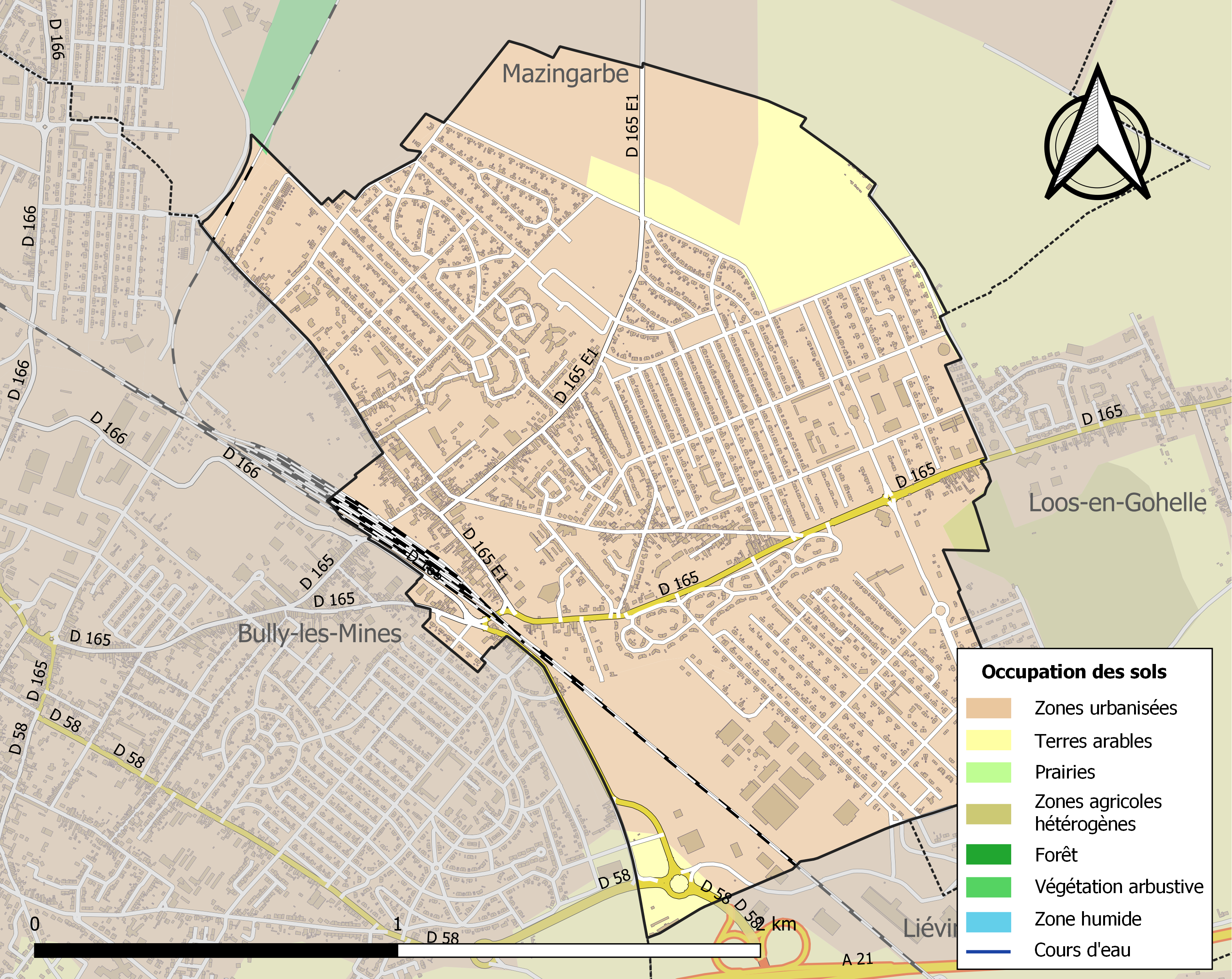
Carte des infrastructures et de l'occupation des sols de la commune en 2018 (CLC).

### Logement
En 2021, le nombre total de logements dans la commune était de 2 818, alors qu'il était de 2 799 en 2015 et de 2 676 en 2010
, soit une progression du nombre total de logements de 5,3 % depuis 2010.
Parmi ces 2 818 logements, 96,0 % étaient des résidences principales, (soit 2 706 logements), 0,1 % des résidences secondaires et 3,9 % des logements vacants. Ces logements étaient pour 90,5 % d'entre eux des maisons individuelles et pour 9,3 % des appartements.
Sur les 2 706 résidences principales, 26,0 % sont occupées par des propriétaires (58 % dans le Pas-de-Calais), 71,7 % par des locataires (40,4 % dans le Pas-de-Calais) et 2,3 % par des personnes logées gratuitement.
Le tableau ci-dessous présente la typologie des logements à Grenay en 2021 en comparaison avec celle du Pas-de-Calais et de la France entière. Une caractéristique marquante du parc de logements est ainsi la faible proportion des résidences secondaires et logements occasionnels (0,1 %) par rapport au département (6,5 %) et à la France entière (9,7 %) ainsi que d'une proportion de logements vacants (3,9 %) inférieure à celle du département (7,3 %) et de la France entière (8,1 %).
| Typologie                                               | Grenay | Pas-de-Calais | France entière |
| ------------------------------------------------------- | ------ | ------------- | -------------- |
| Résidences principales (en %)                           | 96,0   | 86,1          | 82,2           |
| Résidences secondaires et logements occasionnels (en %) | 0,1    | 6,5           | 9,7            |
| Logements vacants (en %)                                | 3,9    | 7,3           | 8,1            |

### Voies de communication et transports
La commune était située sur la ligne de Bully - Grenay à La Bassée - Violaines, une ancienne ligne de chemin de fer qui reliait, depuis 1862 (une petite partie de la ligne est toujours en exploitation), Bully-les-Mines (Pas-de-Calais) à La Bassée (Nord), ainsi que sur la ligne de Bully - Grenay à Brias, une ancienne ligne de chemin de fer qui reliait, de 1875 à 1990, Bully-les-Mines à Brias.

## Toponymie
Le nom de la localité est attesté sous les formes Granai en 959 ; Gernay en 1070 ; Ghernai en 1213 ; Grenay au XIIIe siècle ; Gernai en 1253 ; Grenay en 1793 et depuis 1801.

## Histoire

### Exploitation minière

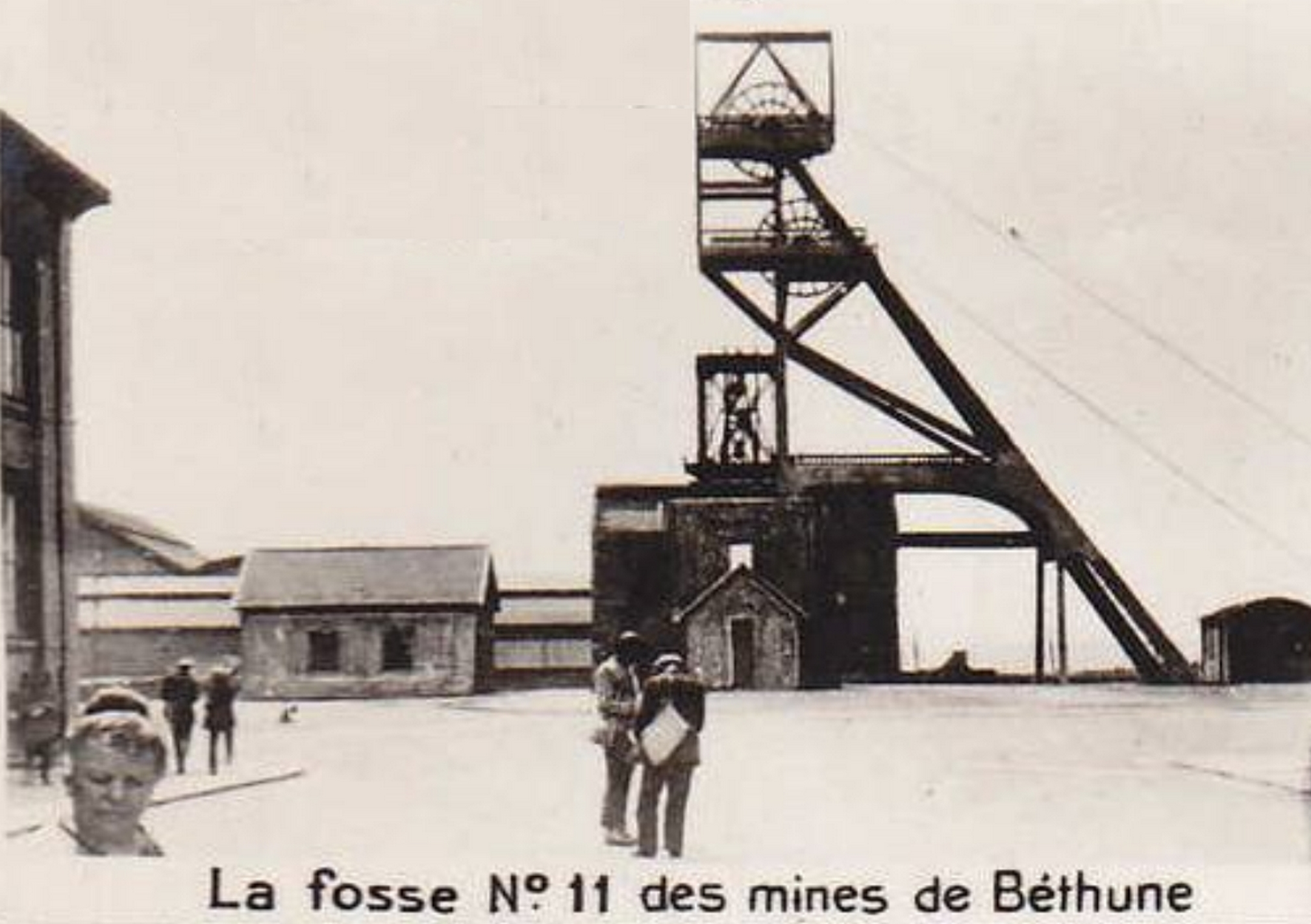
Le chevalement du puits no 11.

La Compagnie des mines de Béthune entreprend le fonçage du puits no 11 en 1904, et celui du puits d'aérage no 11 bis deux ans plus tard, en 1906. L'exploitation commence le 1er avril 1908. Lors de la Première Guerre mondiale, les installations sont proches de la ligne de front et les bâtiments sont bombardés jusqu'en 1918. Reconstruite dès 1920, la fosse no 11 - 11 bis est alors dotée d'un nouveau chevalement original, en béton armé. Le puits no 11 bis est équipé d'un chevalement sommaire. Les puits no 11 et 11 bis sont remblayés en 1967. Le chevalement du puits no 11 est détruit le 5 septembre 1969.
La commune est décorée de la croix de guerre 1914-1918 par décret du 23 septembre 1920, distinction également attribuée à 276 autres communes du Pas-de-Calais.

## Politique et administration

### Découpage territorial
La commune se trouve dans l'arrondissement de Lens du département du Pas-de-Calais.

#### Commune et intercommunalités
La commune est membre de la communauté d'agglomération de Lens-Liévin qui regroupe 36 communes et totalise 242 587 habitants en 2021.

#### Circonscriptions administratives
La commune est rattachée au canton de Wingles.

#### Circonscriptions électorales
Pour l'élection des députés, la commune fait partie de la douzième circonscription du Pas-de-Calais.

### Élections municipales et communautaires

#### Élections municipales 2020
- Maire sortant : Christian Champiré (PCF)
- 29 sièges à pourvoir au conseil municipal (population légale 2017 : 6 932 habitants)
- 3 sièges à pourvoir au conseil communautaire (CA de Lens-Liévin)

|                          |                          |                          |              |              |        |        |  |  |  |
| Tête de liste            | Tête de liste            | Liste                    | Premier tour | Premier tour | Sièges | Sièges |  |  |  |
| Tête de liste            | Tête de liste            | Liste                    | Voix         | %            | CM     | CC     |  |  |  |
|                          | Christian Champiré       | PCF                      | 1 557        | 68,89        | 25     | 3      |  |  |  |
|                          | Antoine Ibba             | RN                       | 703          | 31,11        | 4      | 0      |  |  |  |
|                          |                          |                          |              |              |        |        |  |  |  |
| Votes valides            | Votes valides            | Votes valides            | 2 260        | 96,88        |        |        |  |  |  |
| Votes blancs             | Votes blancs             | Votes blancs             | 33           | 1,41         |        |        |  |  |  |
| Votes nuls               | Votes nuls               | Votes nuls               | 40           | 1,71         |        |        |  |  |  |
| Total                    | Total                    | Total                    | 2 333        | 100          | 29     | 3      |  |  |  |
| Abstention               | Abstention               | Abstention               | 2 212        | 48,67        |        |        |  |  |  |
| Inscrits / participation | Inscrits / participation | Inscrits / participation | 4 545        | 51,33        |        |        |  |  |  |

#### Liste des maires
| Période                                  | Période                      | Identité                      | Étiquette | Qualité |
| ---------------------------------------- | ---------------------------- | ----------------------------- | --------- | --- |
| Les données manquantes sont à compléter. |                              |                               |           | |
| 17 mai 1925                              | 30 août 1944                 | Édouard Deroubaix (1889-1944) | SFIO      | Commerçant Conseiller d'arrondissement (1925 → 1940) Assassiné                                                                                               |
| 1944                                     | 1945                         | Michel Verbrugge (1902-1975)  |           | Président du Comité chargé de l'administration communale |
| 19 juin 1945                             | 19 octobre 1947              | Edmond Bince (1895-1962)      | PCF       | Employé de mairie, résistant FTPF |
| 20 octobre 1947                          | 26 avril 1953                | Pierre Bataille               | SFIO      | Résistant Libération-Nord |
| 10 mai 1953                              | 8 mars 1959                  | Edmond Bince (1895-1962)      | PCF       | Employé de mairie, ancien résistant |
| 18 mars 1959                             | 28 juin 1987                 | Édouard Coolen                | PCF       | Mineur Démissionnaire |
| juillet 1987                             | 10 juin 2008                 | Daniel Breton                 | PCF       | Professeur technique retraité Conseiller général de Liévin-Nord (1994 → 2008) Décédé en fonction                                                             |
| 25 juin 2008                             | 6 juillet 2023               | Christian Champiré            | PCF       | Professeur d'histoire-géographie en collège Réélu pour le mandat 2014-2020, Réélu pour le mandat 2020-2026, Démissionnaire                                   |
| 6 juillet 2023                           | En cours (au 9 juillet 2023) | Christelle Buissette,         | PCF       | Professeure certifiée de sciences physiques Adjointe au maire chargée des affaires scolaires (2011 → 2023) Vice-présidente de la CA de Lens-Liévin (2020 → ) |

### Jumelages
La commune de Grenay est jumelée avec :
| Ville | Ville        | Pays | Pays        | Période     |
| ----- | ------------ | ---- | ----------- | ----------- |
|       | Ballyshannon |      | Irlande     | depuis 1988 |
|       | Glauchau     |      | Allemagne   | depuis 1990 |
|       | Huy          |      | Belgique    | depuis 2024 |
|       | Ruddington   |      | Royaume-Uni | depuis 1986 |

## Équipements et services publics

### Enseignement
La commune est située dans l'académie de Lille et dépend, pour les vacances scolaires, de la zone B.
Elle dispose de sept établissements scolaires publics : trois écoles maternelles, trois écoles élémentaires et un collège.

## Population et société

### Démographie
Les habitants de la commune sont appelés les Grenaysiens.

#### Évolution démographique
L'évolution du nombre d'habitants est connue à travers les recensements de la population effectués dans la commune depuis 1793. Pour les communes de moins de 10 000 habitants, une enquête de recensement portant sur toute la population est réalisée tous les cinq ans, les populations de référence des années intermédiaires étant quant à elles estimées par interpolation ou extrapolation. Pour la commune, le premier recensement exhaustif entrant dans le cadre du nouveau dispositif a été réalisé en 2005.

En 2022, la commune comptait 6 674 habitants, en évolution de −3,12 % par rapport à 2016 (Pas-de-Calais : −0,72 %, France hors Mayotte : +2,11 %).
| 1793 | 1800 | 1806 | 1821 | 1831 | 1836 | 1841 | 1846 | 1851 |
| ---- | ---- | ---- | ---- | ---- | ---- | ---- | ---- | ---- |
| 184  | 160  | 177  | 180  | 213  | 205  | 216  | 211  | 189  |

| 1856 | 1861 | 1866 | 1872 | 1876 | 1881 | 1886 | 1891 | 1896 |
| ---- | ---- | ---- | ---- | ---- | ---- | ---- | ---- | ---- |
| 211  | 235  | 267  | 276  | 304  | 316  | 330  | 372  | 451  |

| 1901 | 1906  | 1911  | 1921  | 1926  | 1931  | 1936  | 1946  | 1954  |
| ---- | ----- | ----- | ----- | ----- | ----- | ----- | ----- | ----- |
| 597  | 2 080 | 3 832 | 6 264 | 8 310 | 8 189 | 8 023 | 8 776 | 8 635 |

| 1962  | 1968  | 1975  | 1982  | 1990  | 1999  | 2005  | 2006  | 2010  |
| ----- | ----- | ----- | ----- | ----- | ----- | ----- | ----- | ----- |
| 8 730 | 8 063 | 6 902 | 5 875 | 6 213 | 6 395 | 6 438 | 6 532 | 6 715 |

| 2015  | 2020  | 2022  | - | - | - | - | - | - |
| ----- | ----- | ----- | - | - | - | - | - | - |
| 6 914 | 6 748 | 6 674 | - | - | - | - | - | - |

#### Pyramide des âges
La population de la commune est relativement jeune.
En 2018, le taux de personnes d'un âge inférieur à 30 ans s'élève à 41,9 %, soit au-dessus de la moyenne départementale (36,7 %). À l'inverse, le taux de personnes d'âge supérieur à 60 ans est de 19,8 % la même année, alors qu'il est de 24,9 % au niveau départemental.
En 2018, la commune comptait 3 318 hommes pour 3 533 femmes, soit un taux de 51,57 % de femmes, légèrement supérieur au taux départemental (51,50 %).
Les pyramides des âges de la commune et du département s'établissent comme suit.
| Hommes | Classe d’âge | Femmes |
| ------ | ------------ | ------ |
| 0,2    | 90 ou +      | 1,3    |
| 3,3    | 75-89 ans    | 6,5    |
| 13,1   | 60-74 ans    | 15,0   |
| 19,1   | 45-59 ans    | 18,2   |
| 20,5   | 30-44 ans    | 18,8   |
| 20,5   | 15-29 ans    | 18,2   |
| 23,3   | 0-14 ans     | 22,0   |

| Hommes | Classe d’âge | Femmes |
| ------ | ------------ | ------ |
| 0,5    | 90 ou +      | 1,6    |
| 5,6    | 75-89 ans    | 8,9    |
| 16,7   | 60-74 ans    | 18,1   |
| 20,2   | 45-59 ans    | 19,2   |
| 18,9   | 30-44 ans    | 18,1   |
| 18,2   | 15-29 ans    | 16,2   |
| 19,9   | 0-14 ans     | 17,9   |

## Économie

### Revenus de la population et fiscalité
En 2021, la commune compte 2 551 ménages fiscaux, regroupant 6 266 personnes.
Le revenu fiscal médian par ménage, le taux de pauvreté des ménages et la part des ménages fiscaux imposés de la commune, du département du Pas-de-Calais et de la métropole sont les suivants :
- le revenu fiscal médian par ménage de la commune est de 17 190 €, inférieur à celui du département du Pas-de-Calais (20 720 €) et inférieur à celui de la France métropolitaine (23 080 €)[Insee 7],[Insee 8],[Insee 9] ;
- le taux de pauvreté des ménages de la commune est de 29 %, de 18,4 % au niveau du département et de 14,9 % au niveau de la métropole[Insee 10],[Insee 11],[Insee 12] ;
- la part des ménages fiscaux imposés dans la commune est de 29 %, de 44,1 % au niveau du département et de 53,4 % au niveau de la métropole[Insee 7],[Insee 8],[Insee 9].

## Culture locale et patrimoine

### Lieux et monuments

#### Patrimoine mondial
Depuis le 30 juin 2012, la valeur universelle et historique du bassin minier du Nord-Pas-de-Calais est reconnue et inscrite sur la liste du patrimoine mondial de l'UNESCO. Parmi les 353 sites, répartis sur 109 lieux inclus dans le périmètre du bassin minier, le site no 84 de Grenay est constitué de la cité-jardin des Quarante, de la cité pavillonnaire no 5, de son église Saint-Louis, de son prieuré et de son école, sur le territoire de Grenay, ainsi que des terrils nos 58 et 58A, respectivement dénommés Lavoir Mazingarbe Ouest et Lavoir Mazingarbe Est ; le site no 85 est formé par un dispensaire de la Société de Secours minière,.

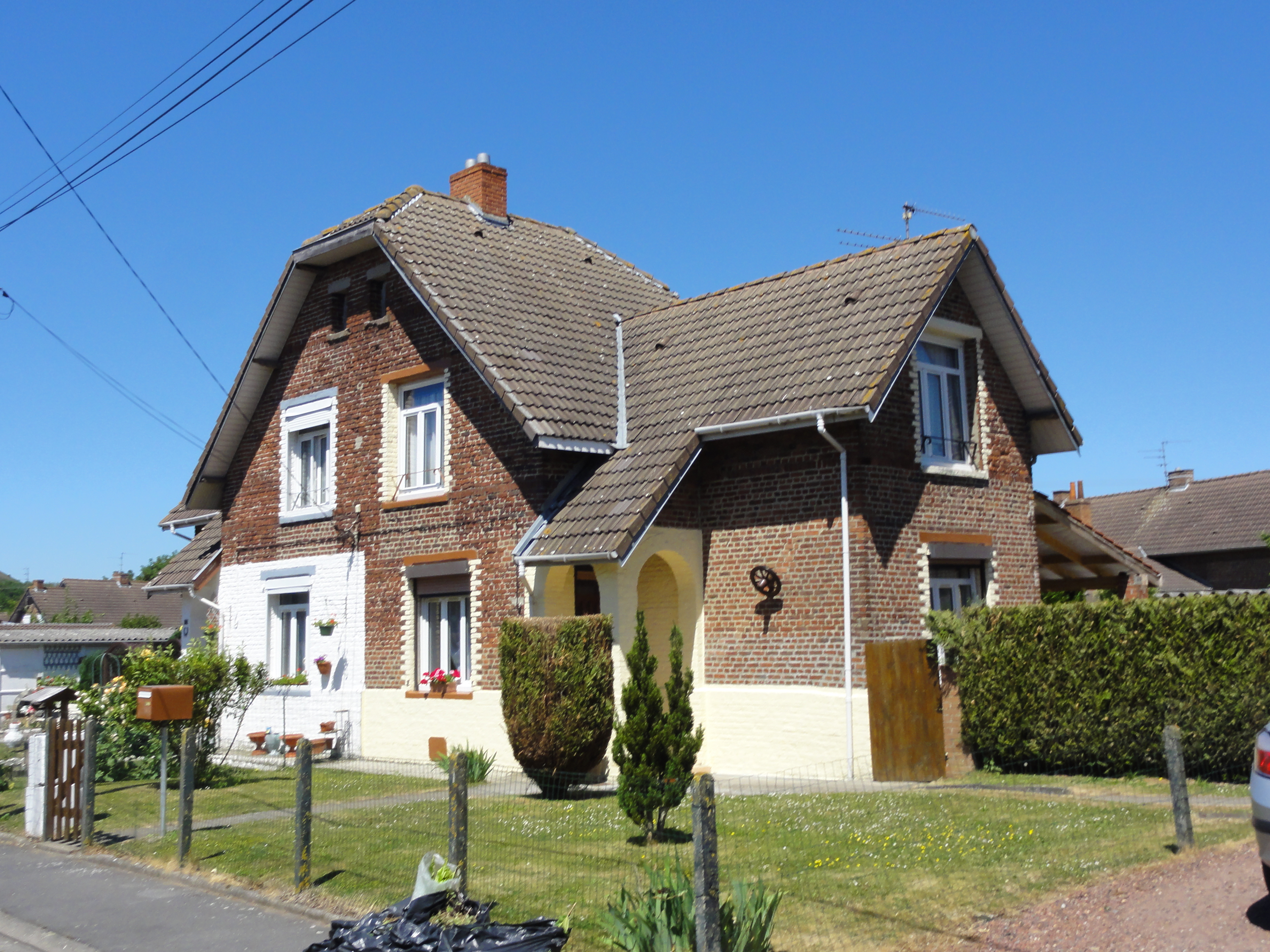
La cité pavillonnaire.
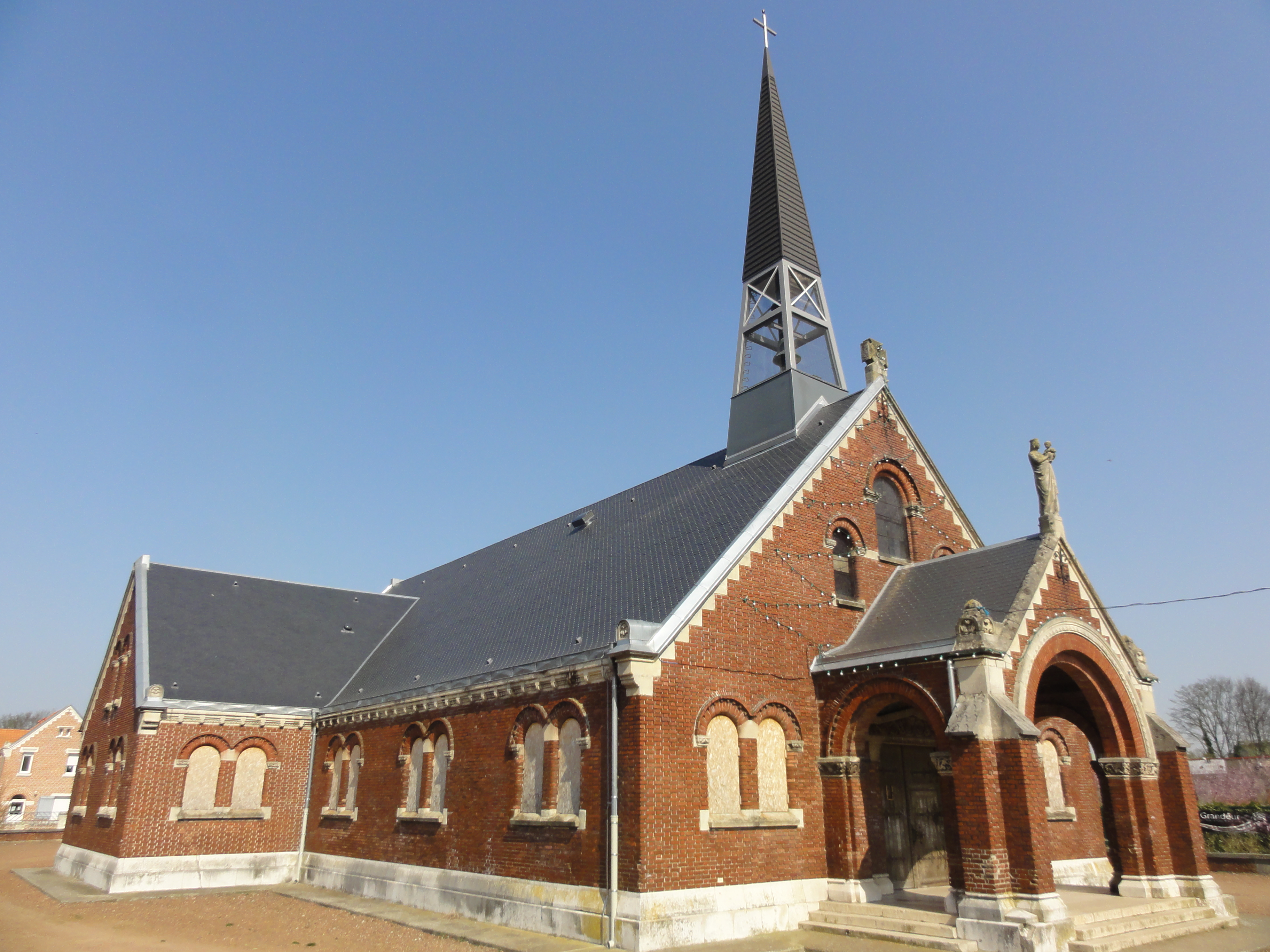
L'église Saint-Louis.
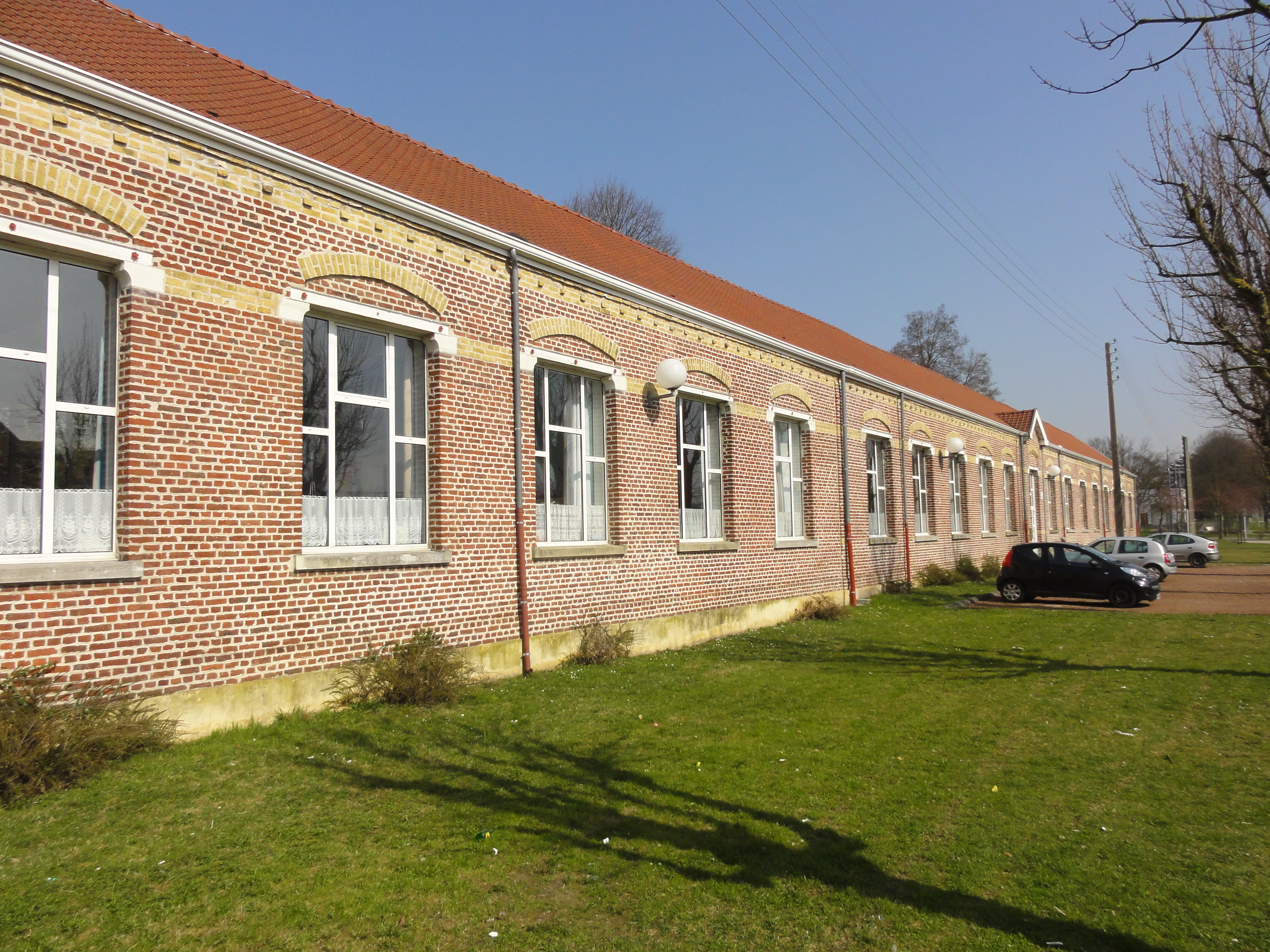
Les écoles.
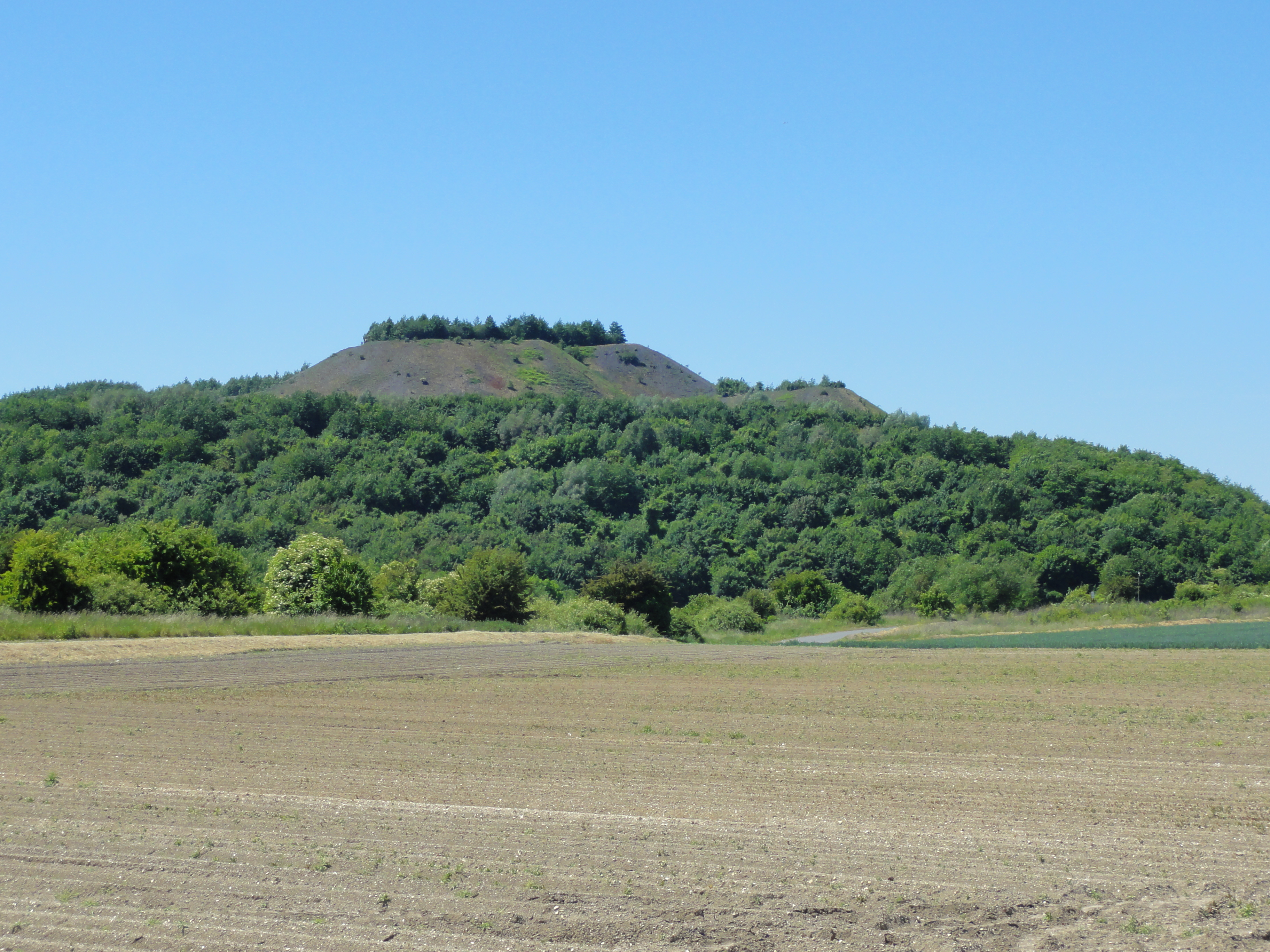
Le terril no 58.
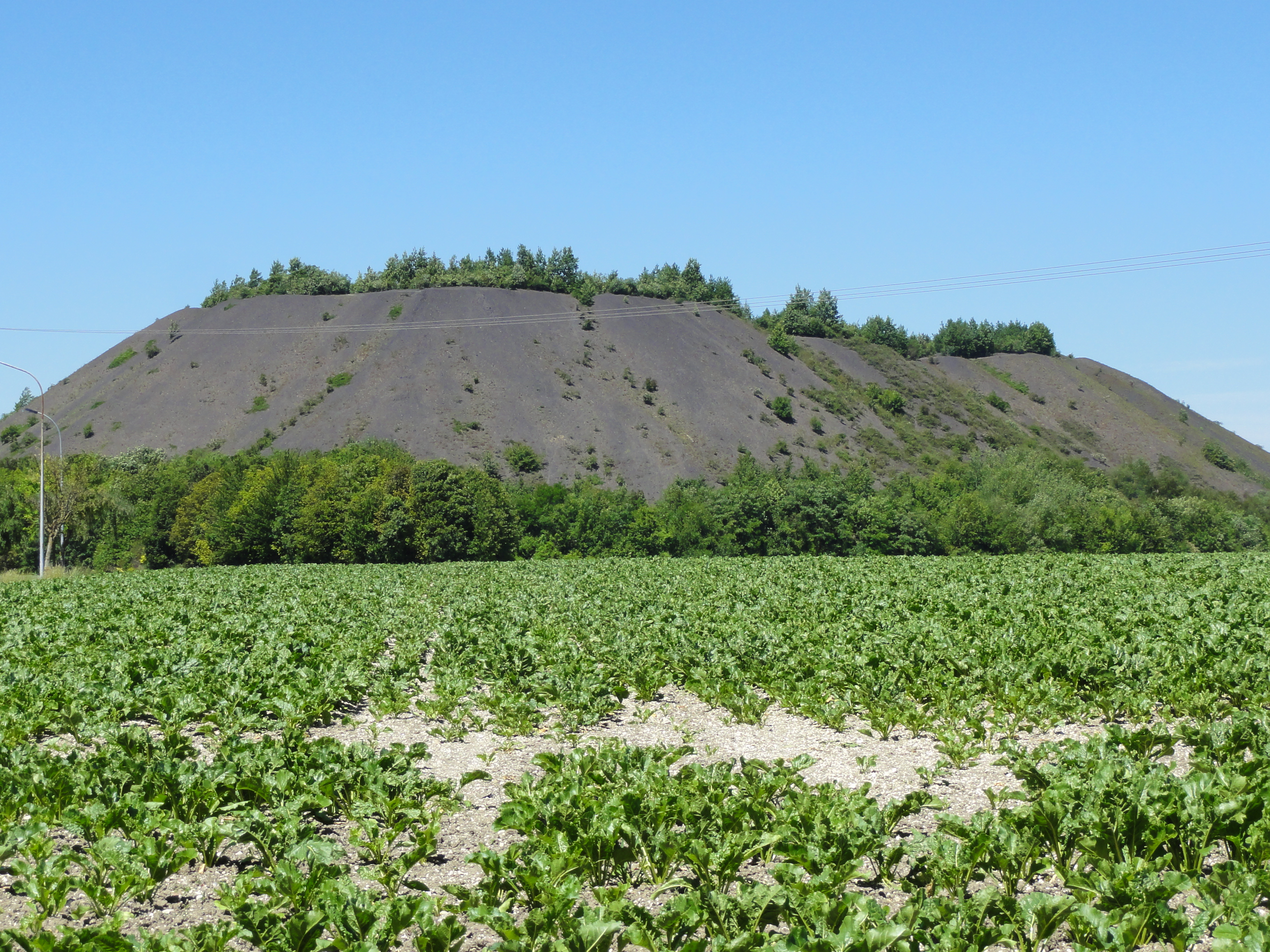
Le terril no 58A.

#### Monuments historiques
- L'église Saint-Louis de la cité no 5 de la compagnie des mines de Béthune fait l'objet, en totalité, d'une inscription au titre des monuments historiques depuis le 9 octobre 2009[43],[44].
- L'ancienne société de secours mutuels des ouvriers et employés des mines de Béthune et l'ancienne maison du médecin-chef fait l'objet, facades et toitures, d'une inscription au titre des monuments historiques depuis le 12 janvier 2010, modifié par arrêté du 18 mars 2010[45].

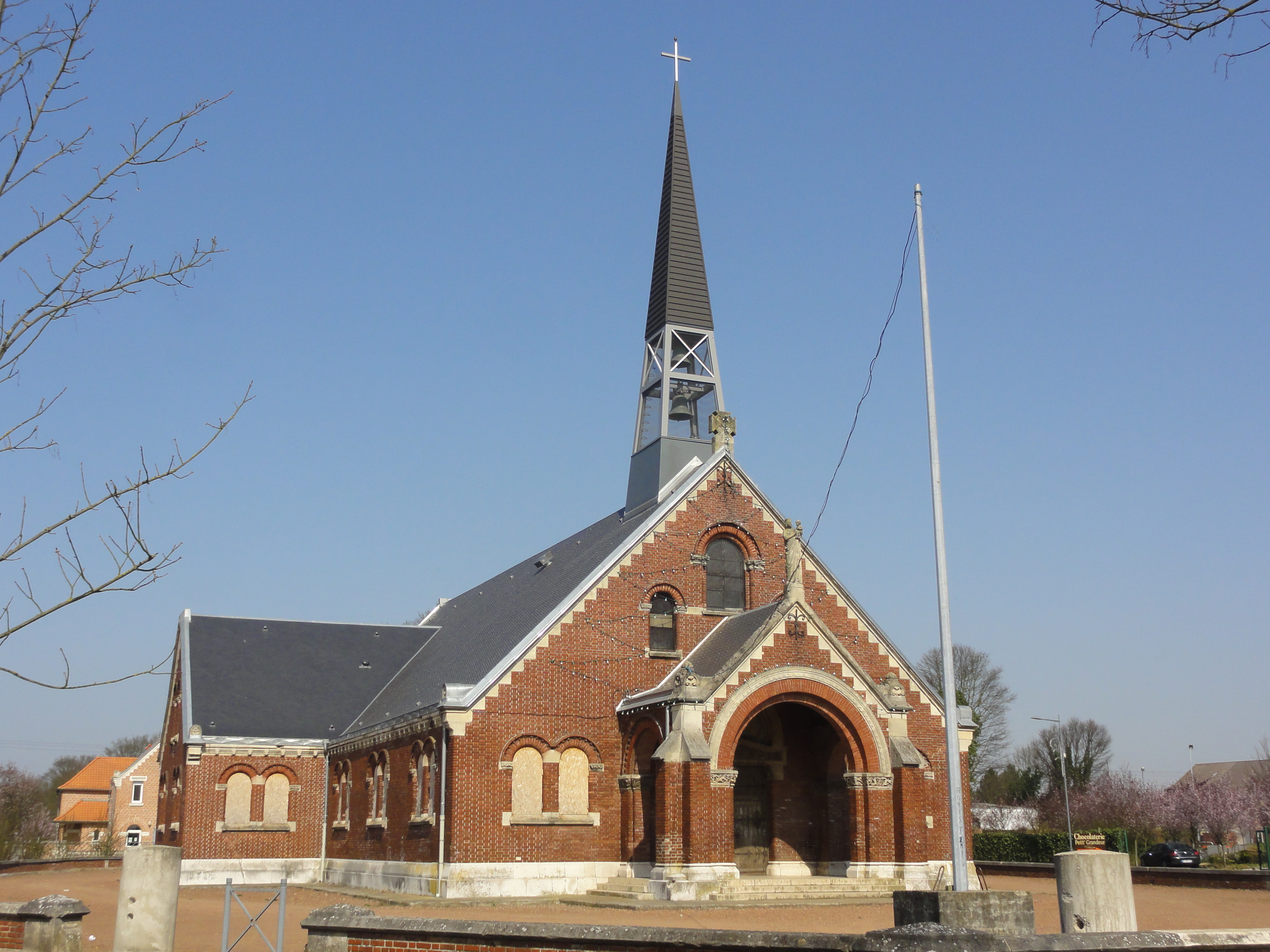
L'église Saint-Louis.
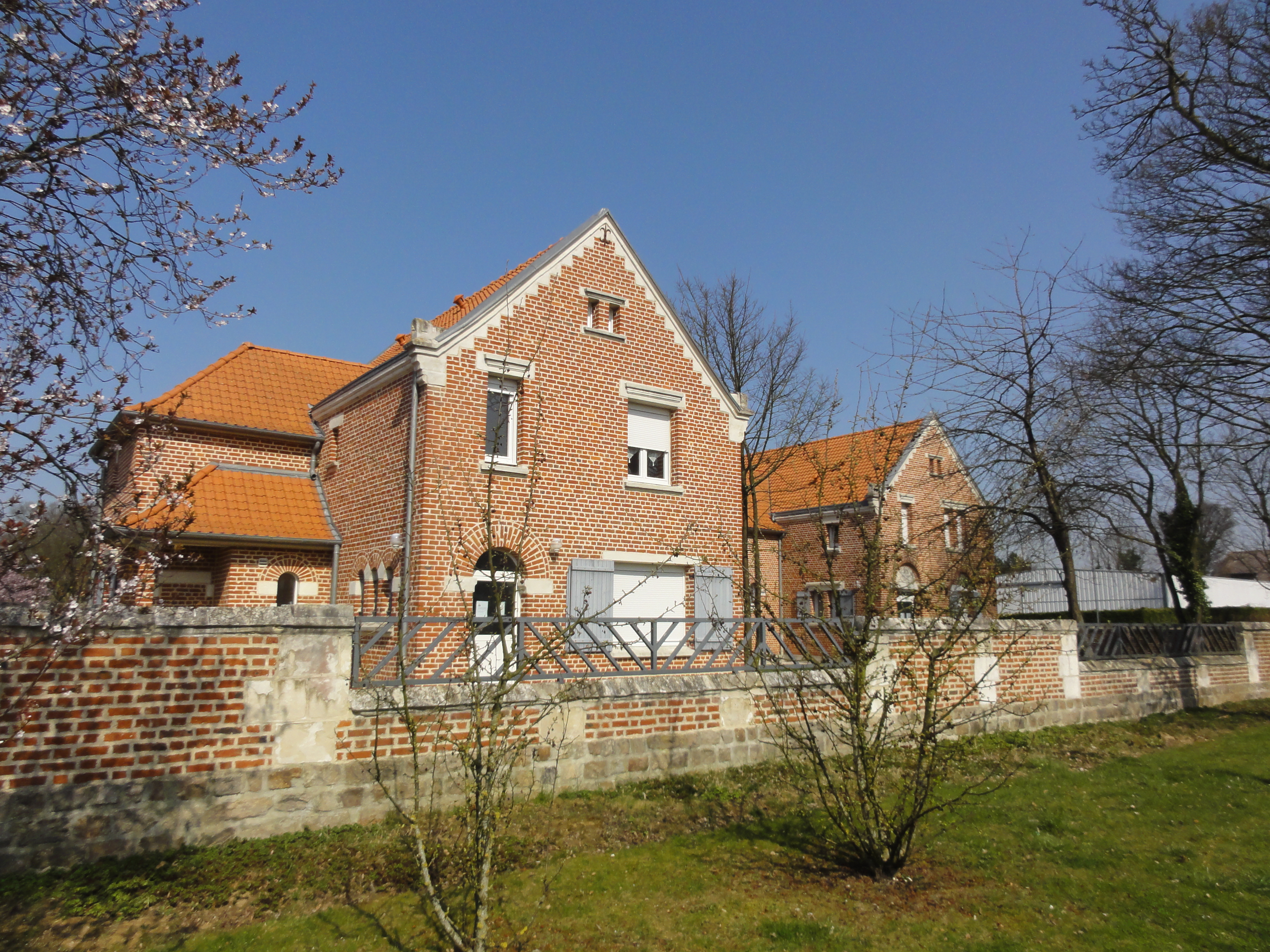
Le presbytère.

#### Autres lieux et monuments
- L'église Notre-Dame-du-Mont-Carmel est l'église du centre-ville.
- Le monument aux morts[46].
- La commune a longtemps abrité un arbre remarquable, cité  en 1851 par J. Macquart, membre de la Société des sciences de l'agriculture et des arts de Lille :  « Nous avons salué dans la plaine de Lens l'arbre de Grenay, à l'ombre duquel le Grand Condé vint se reposer après sa victoire »[47] en 1648.
- L'« Arbre de Condé » : monument commémoratif de la bataille de Lens du 20 août 1648, lors de laquelle, les armées françaises dirigées par le Grand Condé remportèrent la victoire sur les armées espagnoles. Le monument a la forme d'une borne en pierre où sont gravés ces vers de Nicolas Boileau :

C'est ici, Grand Condé, qu'en ce combat célèbre

Où ton bras fit trembler le Rhin, l'Escaut et l'Ebre

Lorsqu'aux plaines de Lens, nos bataillons poussés

Furent presque à tes yeux ouverts et renversés

La valeur arrêtant les troupes fugitives

Rallia d'un regard leurs cohortes craintives

Répandit dans leurs rangs, ton esprit belliqueux

Et força la victoire à te suivre avec eux.
- Le Maroc British Cemetery.
- La gare de Bully - Grenay.

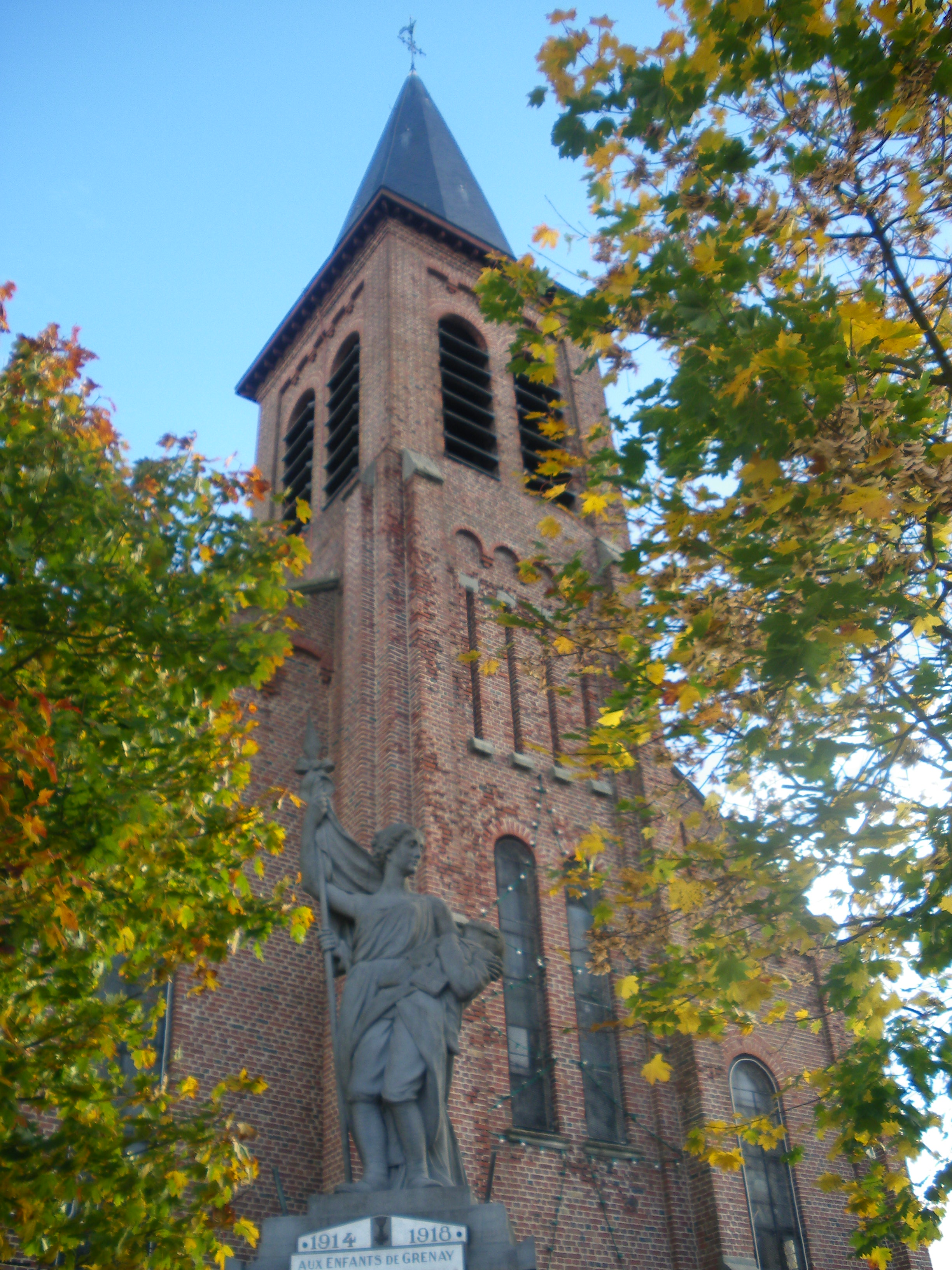
L'église Notre-Dame-du-Mont-Carmel.
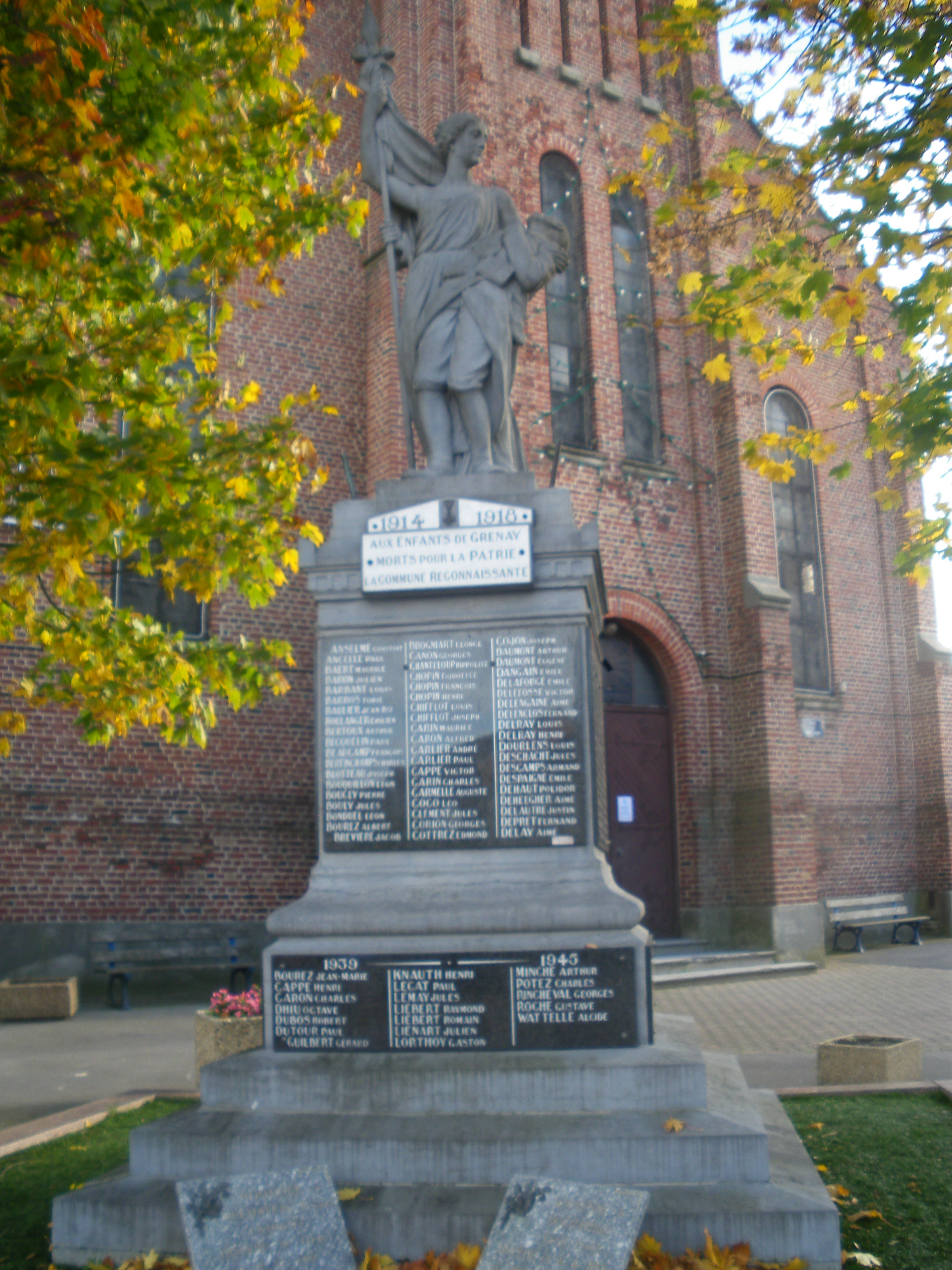
Le monument aux morts.
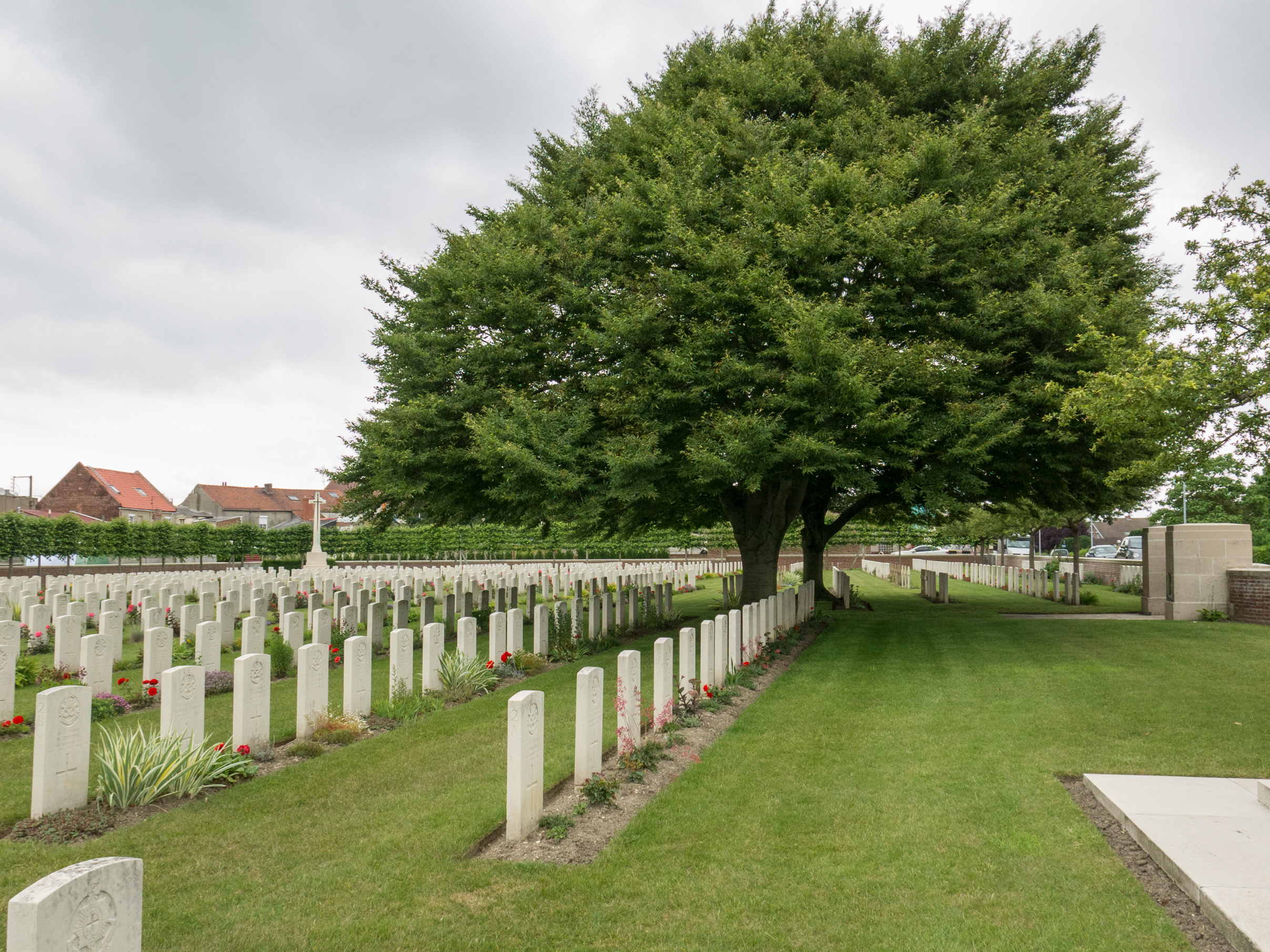
Le Maroc British Cemetery.
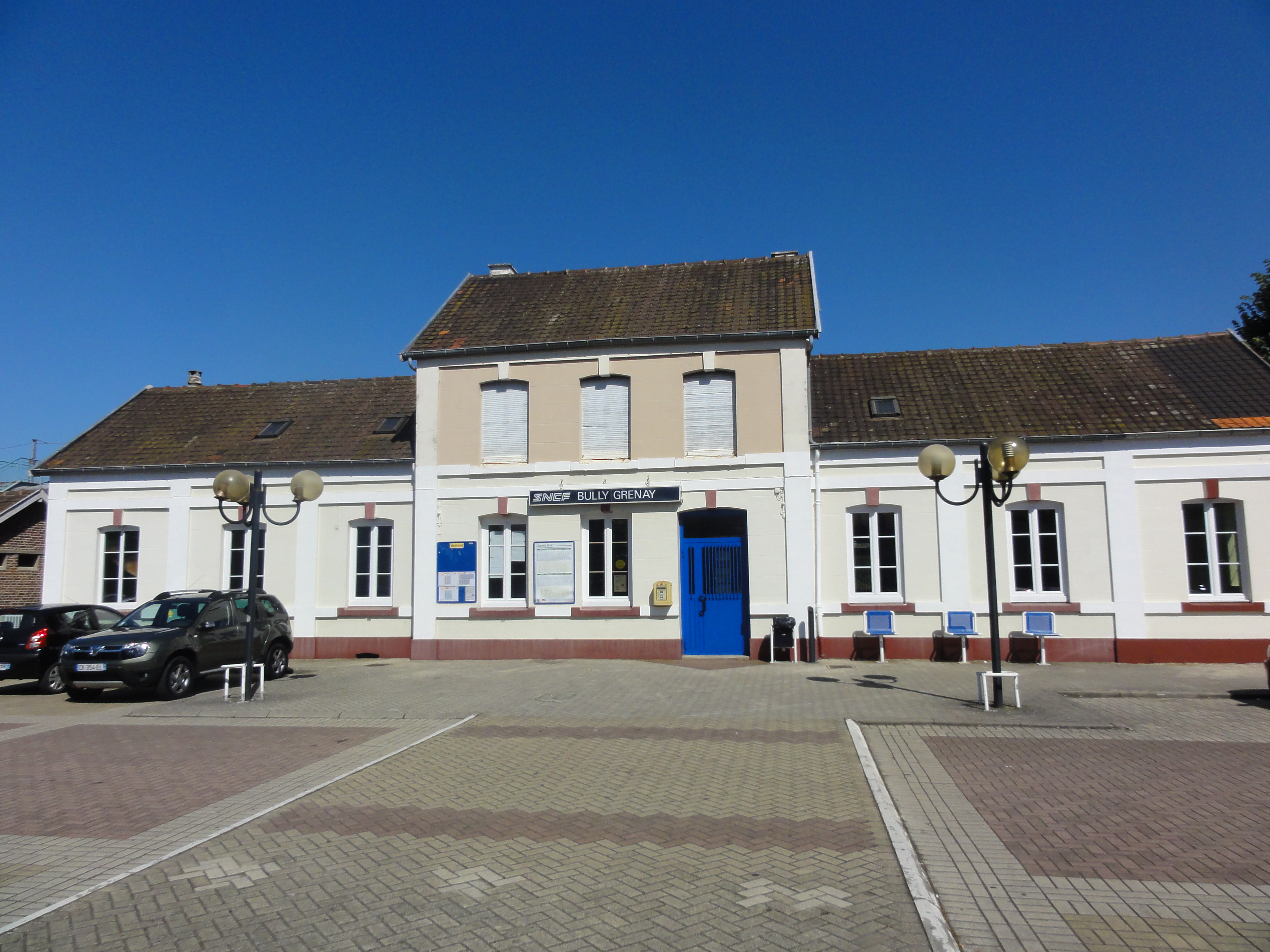
La gare de Bully - Grenay.

### Patrimoine culturel

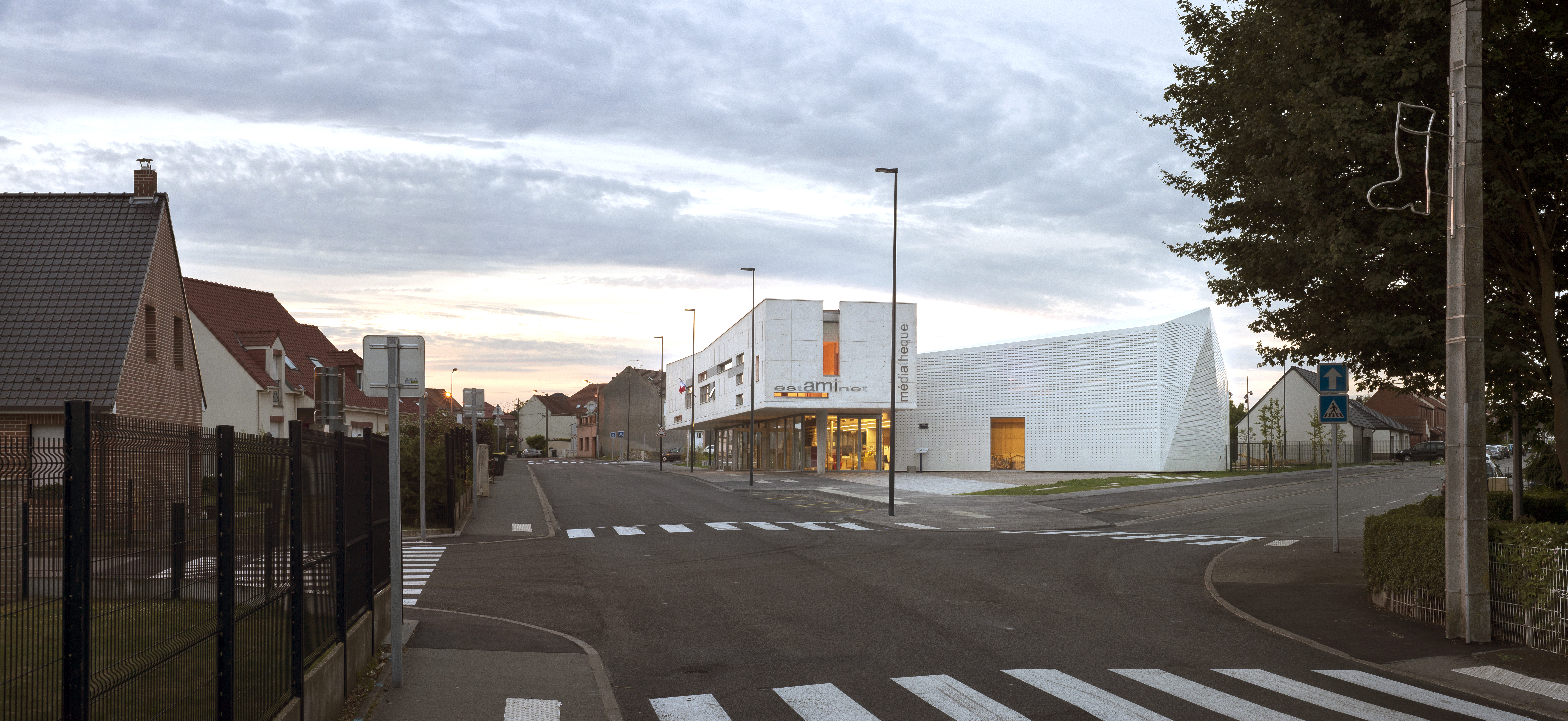
La médiathèque-estaminet.

En 2015, un nouvel établissement culturel s'est ouvert, réalisé par les architectes Richard & Schoeller. Le projet est composé d'un volume en béton blanc suspendu et porté par six poteaux en forme de « V ». Sur le jardin s'ouvrent quatre volumes de verre couverts en toiture de végétalisation.

### Personnalités liées à la commune
- Jean-Pierre Dufresne, né en 1945 à Grenay, athlète international du demi-fond, ancien détenteur du record de France du 800 mètres.
- Georges Ibrahim Abdallah (1951-), militant communiste libanais est fait citoyen d'honneur de la ville le 19 juin 2012[49],[50].

### Héraldique, logotype et devise
| Blason de Grenay | Blason  | Taillé: au 1er d'or à l'arbre de sinople, au 2e de sinople au rais d'escarboucle d'or. Ornements extérieursCroix de guerre 1914-1918 |
| Blason de Grenay | Détails | Adopté par la municipalité. |

## Pour approfondir

#### Bases de données, dictionnaires et encyclopédies
- Ressources relatives à la géographie :   - Insee (communes)
  - Ldh/EHESS/Cassini
- Ressource relative à plusieurs domaines :   - Annuaire du service public français
- Notices d'autorité :   - VIAF
  - BnF (données)
  - GND